# Menyanthes trifoliata
Menyanthes es un género monotípico de planta de flor en la familia Menyanthaceae. Su única especie es el trébol de agua (Menyanthes trifoliata), una planta circumboreal de Europa y Norteamérica que se encuentra en marjales y pantanos. La forma que se encuentra en América se denomina como Menyanthes trifoliata var. minor Michx. con hojas trifoliadas emergentes.
El trébol de agua se considera una planta medicinal por sus diversos usos farmacológicos. Asimismo, se emplea en la industria de los licores y, en formato de extracto, se utiliza en cosmética como tensor facial.

## Descripción
Menyanthes trifoliata es una hierba perenne, rizomatosa, glabra, acuática, que se caracteriza por su rizoma horizontal con hojas trifoliadas alternas, largamente pecioladas. La inflorescencia es erecta con flores blancas hermafroditas, actinomorfas, pentámeras. Su fruto es una cápsula.
El trébol de agua fue usado para vencer una epidemia de escorbuto de 1918, obteniendo excelentes resultados.

## Farmacología

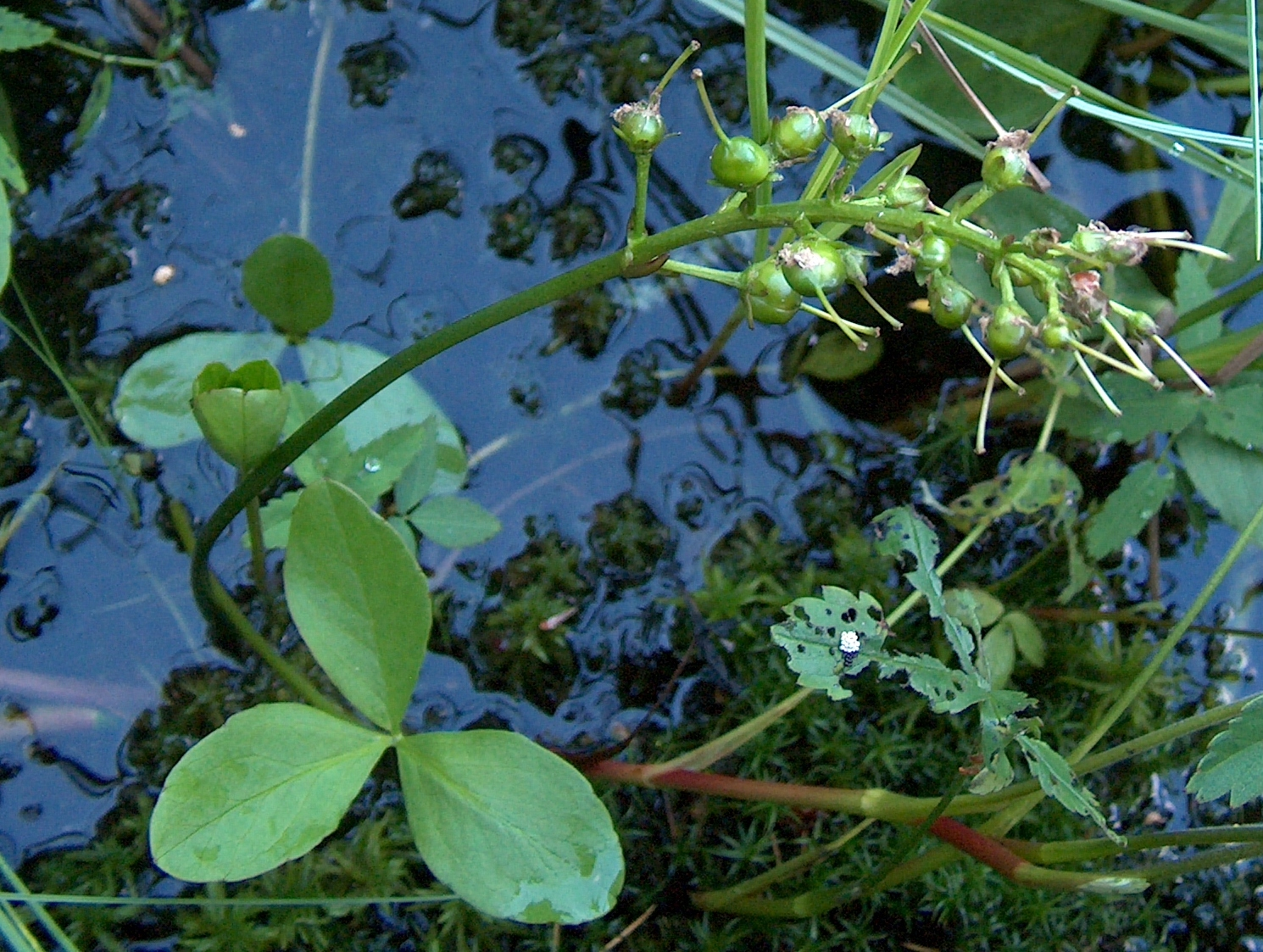
Menyanthes trifoliata

El trébol de agua tiene varias propiedades medicinales, entre las cuales, tónico amargo para digestiones dificultosas como la dispepsia entre otras, así como para la falta de apetito (inapetencia) o las migrañas provocadas por el dolor estomacal. Favorece la secreción de jugo gástrico y pancreático. También tiene acción purgante o depurativa en todo el tracto digestivo (colagoga), y es útil contra la reuma y los dolores de todo tipo. Los principios activos de esta planta son glucósido, taninos y sustancias minerales sobre todo yodo y manganeso. En grandes cantidades, el trébol de agua es emético (propicia la vomitera).

### Modo de empleo
Del trébol de agua se aprovechan sus hojas, recolectadas en primavera y verano, y sus rizomas, recolectados en otoño. Las hojas se secan a la sombra con corriente de aire a una temperatura que no supere los 50 °C; El rizoma se emplea fresco o seco (en polvo). Para su conservación, se guarda en tarros limpios y herméticos, lejos de toda humedad y luz solar. El herbólogo italiano Aldo Poletti, en su libro Plantas y flores medicinales (1979), recomienda los siguientes modos de empleo:
- Para una infusión, se hierve una taza de agua y se dejan infusionando dos cucharadas de hojas durante 10 min.
- Para una tintura, se dejan macerar 20 g de hojas secas en 80 g de alcohol 60° por diez días. Se pueden tomar 30-40 gotas de esta tintura en agua, tisana u otra bebida, antes de las comidas.
- Para un vino digestivo, se maceran 50 g de hojas secas en 1 l de vino blanco durante diez días. Una opción más rápida es hervir medio litro de este vino y acto seguido incorporar la misma cantidad de hojas, dejándolo maridar durante media hora. Se toman dos o tres copas pequeñas al día.
- Para hacer polvo de trébol de agua, se trituran las hojas secas o el rizoma, y se toma una cucharadita de este polvo mezclada con miel, mermelada u otro vehículo cualquiera, dos-tres veces diarias.

## Taxonomía
Menyanthes trifoliata fue descrita por Carlos Linneo y publicado en Species Plantarum 1: 145. 1753.
Etimología
- Menyanthes: nombre genérico que procede de las palabras griegas menyein = "divulgar", y anthos = "flor", un término usado por Teofrasto para referirse a la sucesiva apertura de racimos tal como sucede en Menyanthes.
- trifoliata: epíteto latíno que significa "con tres hojas".

## Nombres comunes
Trébol de río, trébol de agua, trébol acuático, trébol de castor, trébol fibrino.